# Sommartryffel
Sommartryffel eller Bourgognetryffel (Tuber aestivum) är en svampart som beskrevs av Carlo Vittadini 1831. Sommartryffel ingår i släktet Tuber,  och familjen Tuberaceae. Artens status i Sverige är: Reproducerande. Inga underarter finns listade. I Danmark är sommartryffeln rödlistad som nära hotad, i Sverige som sårbar.
Svampen bör upphettas tillräckligt för att inte vara giftig. Eftersom den är rödlistad bör den inte plockas eller köpas om ursprungslandet inte är sådant där svampen inte är hotad.

## Externa länkar

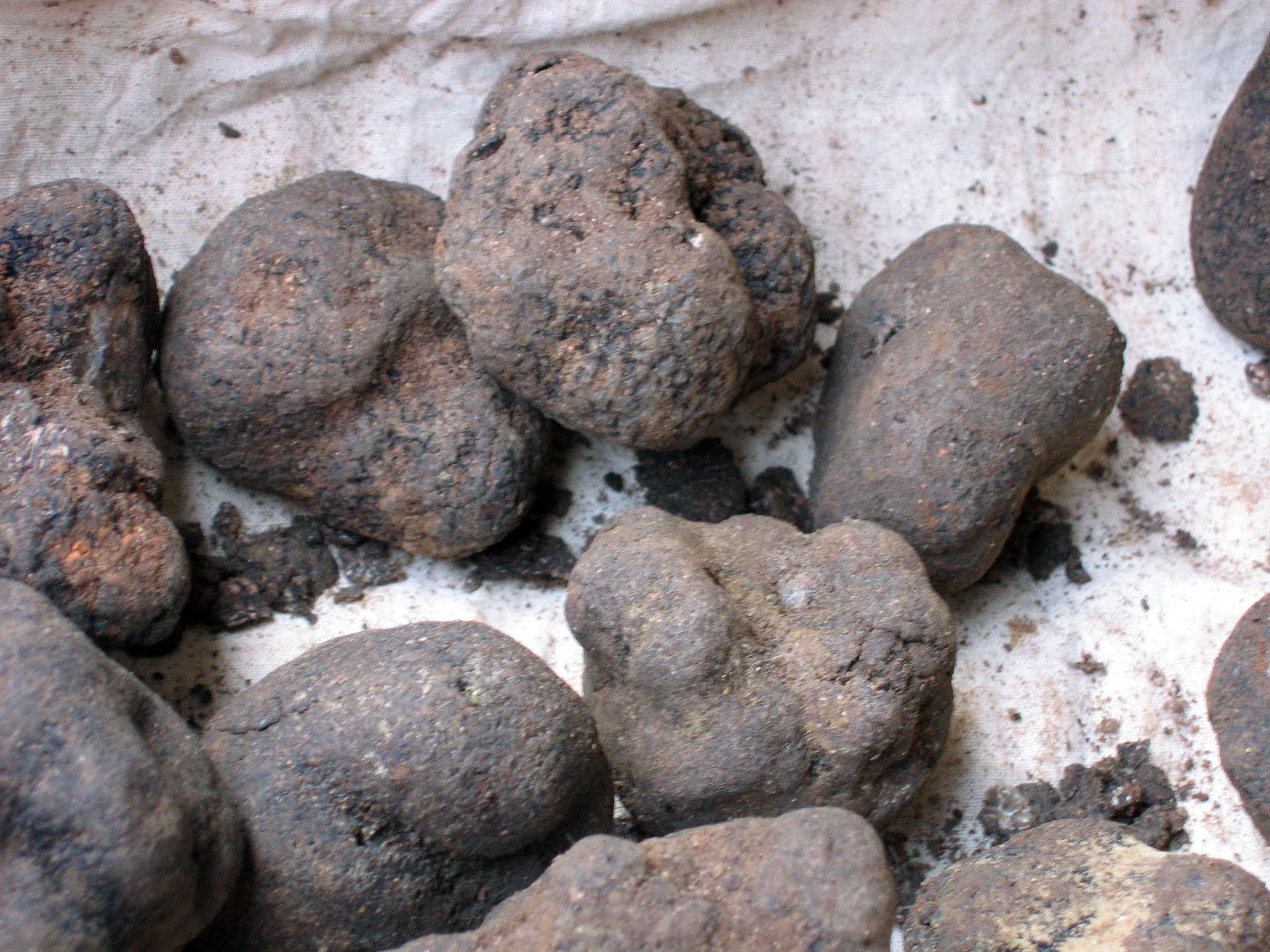